# Shahab-6
Shahab-6 (Toqyān) é a designação de um alegado projeto de míssil balístico de longo alcance do Irã.

## Capacidades
Nenhuma estimativa confiável sobre as capacidades do shahab-6 existem. De acordo com a Inteligência Israelense, tanto o Shahab-5 quando o Shahab-6 teriam um alcance de 8 500 a 10 000 quilômetros. The Washington Times reportou que o Primeiro Ministro Israelense Benjamin Netanyahu descreveu o shahab-6 como tendo a capacidade de atingir a borda do litoral leste dos Estados Unidos.

## Variantes
Shahab é o nome de uma classe de mísseis iranianos que entraram em serviço em 1988, que possuem três variantes confirmados: Shahab-1, Shahab-2, Shahab-3. Shahab-4, Shahab-5 e Shahab-6 (Toqyān) alegadamente existem de acordo com fontes ocidentais e israelenses no início dos anos 1990, mas essas alegações nunca foram provadas